# Heather Stanning
Heather Stanning, född 26 januari 1985 i Yeovil, Somerset, Storbritannien, är en engelsk roddare och kunglig artilleriofficer. 
Hon var 2012 kapten för 32nd Regiment Royal Artillery och fick permission för att delta i OS London med det brittiska teamet. Tillsammans med sin partner Helen Glover vann hon en guldmedalj, den första för landet i OS 2012, samt det första brittiska OS-guldet för damer i rodd genom tiderna.
Vid de olympiska roddtävlingarna 2016 i Rio de Janeiro tog Glover och Stanning återigen guld i tvåa utan styrman.